# Alessandro Anzani
Alessandro Ambrogio Anzani (✰ Gorla, 05 de dezembro de 1877;  ✝ Franceville, 23 de julho de 1956) foi um projetista, piloto de motocicleta, e empreendedor italiano.
Anzani é considerado o primeiro campeão de motociclismo do Mundo ao ter vencido uma corrida chamada "Championnat du Monde de moto" em 13 de Julho de 1905 no velódromo de Zurenborg.
Seu sucesso no motociclismo e na construção de motocicletas, foi seguido pela adaptação dos seus motores levíssimos para a aviação. O primeiro motor leve de uso prático na aviação, foi um dos seus 3-cilindros refrigerado à ar, que foi usado pelo aviador Louis Blériot no primeiro voo em avião a cruzar o Canal da Mancha com sucesso em 1909.